# Совет глав государств СНГ

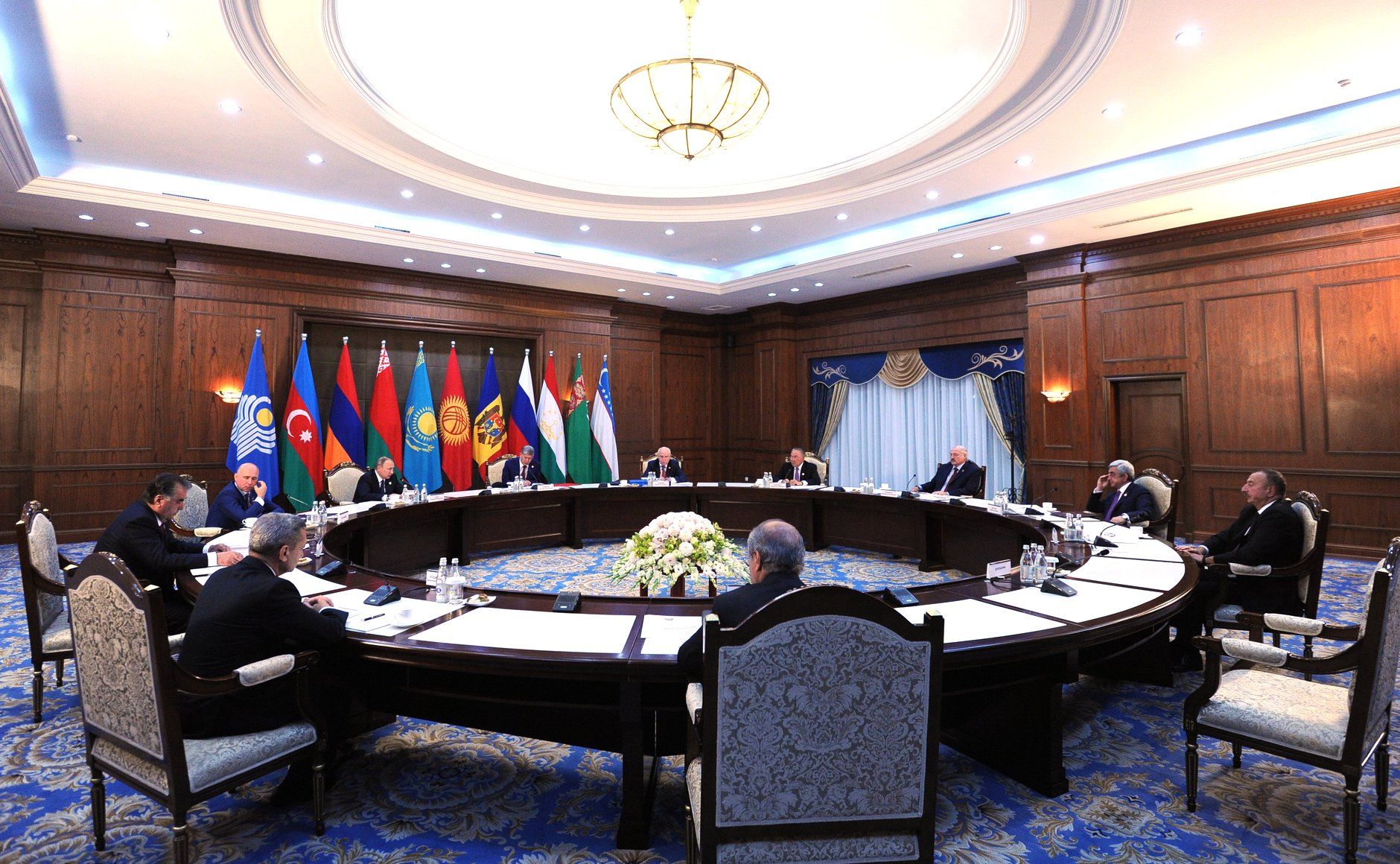
Заседание совета 16 сентября 2016 года в Бишкеке, Киргизия

Совет глав государств СНГ — высший орган Содружества Независимых Государств, в который входят все первые лица государств — участников СНГ.
Занимается принципиальными вопросами, изменениями устава СНГ, изменением структуры органов СНГ. Очередные заседания совета проводятся ежегодно. Принятие решений происходит только при положительной или воздерживающейся позиции всех членов совета. 
Создан в последние дни 1991 года. Фактически заменил Государственный Совет СССР.

## Председатели Совета глав государств
| №  | Страна                 | Имя                                     | Изображение | Срок полномочий  | Срок полномочий  | Источники                     |
| №  | Страна                 | Имя                                     | Изображение | Начало           | Конец            | Источники                     |
| -- | ---------------------- | --------------------------------------- | ----------- | ---------------- | ---------------- | ----------------------------- |
| 1  | Российская Федерация   | Борис Николаевич Ельцин                 |             | 1 января 1994    | 31 декабря 1999  | [ 4 ] [ 5 ] [ 6 ] [ 7 ] [ 8 ] |
| 2  | Российская Федерация   | Владимир Владимирович Путин             |             | 25 января 2000   | 29 января 2003   | [ 9 ] [ 10 ]                  |
| 3  | Украина                | Леонид Данилович Кучма                  |             | 29 января 2003   | 16 сентября 2004 | [ 11 ]                        |
| 4  | Российская Федерация   | Владимир Владимирович Путин             |             | 16 сентября 2004 | 20 мая 2006      | [ 12 ]                        |
| 5  | Республика Казахстан   | Нурсултан Абишевич Назарбаев            |             | 20 мая 2006      | 5 октября 2007   | [ 13 ]                        |
| 6  | Киргизская Республика  | Курманбек Салиевич Бакиев               |             | 5 октября 2007   | 31 декабря 2008  | [ 14 ]                        |
| 7  | Республика Молдова     | Владимир Николаевич Воронин             |             | 1 января 2009    | 11 сентября 2009 | [ 15 ]                        |
| 8  | Республика Молдова     | Михай Фёдорович Гимпу                   |             | 11 сентября 2009 | 31 декабря 2009  | [ 16 ] [ 15 ]                 |
| 9  | Российская Федерация   | Дмитрий Анатольевич Медведев            |             | 1 января 2010    | 31 декабря 2010  | [ 17 ]                        |
| 10 | Республика Таджикистан | Эмомали Рахмон                          |             | 1 января 2011    | 31 декабря 2011  | [ 18 ]                        |
| 11 | Туркменистан           | Гурбангулы Мяликгулыевич Бердымухамедов |             | 1 января 2012    | 31 декабря 2012  | [ 19 ]                        |
| 12 | Республика Беларусь    | Александр Григорьевич Лукашенко         |             | 1 января 2013    | 31 декабря 2013  | [ 20 ]                        |
| 13 | Украина                | Виктор Фёдорович Янукович               |             | 1 января 2014    | 4 апреля 2014    | [ 21 ] [ 22 ]                 |
| 14 | Республика Беларусь    | Александр Григорьевич Лукашенко         |             | 4 апреля 2014    | 31 декабря 2014  | [ 23 ]                        |
| 15 | Республика Казахстан   | Нурсултан Абишевич Назарбаев            |             | 1 января 2015    | 31 декабря 2015  | [ 24 ]                        |
| 16 | Киргизская Республика  | Алмазбек Шаршенович Атамбаев            |             | 1 января 2016    | 31 декабря 2016  | [ 25 ]                        |
| 17 | Российская Федерация   | Владимир Владимирович Путин             |             | 1 января 2017    | 31 декабря 2017  | [ 26 ]                        |
| 18 | Республика Таджикистан | Эмомали Рахмон                          |             | 1 января 2018    | 31 декабря 2018  | [ 27 ]                        |
| 19 | Туркменистан           | Гурбангулы Мяликгулыевич Бердымухамедов |             | 1 января 2019    | 31 декабря 2019  | [ 28 ]                        |
| 20 | Республика Узбекистан  | Шавкат Миромонович Мирзиёев             |             | 1 января 2020    | 31 декабря 2020  | [ 29 ]                        |
| 21 | Республика Беларусь    | Александр Григорьевич Лукашенко         |             | 1 января 2021    | 31 декабря 2021  | [ 30 ]                        |
| 22 | Республика Казахстан   | Касым-Жомарт Кемелевич Токаев           |             | 1 января 2022    | 31 декабря 2022  | [ 31 ]                        |
| 23 | Киргизская Республика  | Садыр Нургожоевич Жапаров               |             | 1 января 2023    | 31 декабря 2023  | [ 32 ]                        |
| 24 | Российская Федерация   | Владимир Владимирович Путин             |             | 1 января 2024    | 31 декабря 2024  | [ 33 ]                        |
| 25 | Республика Таджикистан | Эмомали Рахмон                          |             | 1 января 2025    |                  |                               |

## Состав Совета
| Государство  | Представитель                        | Должность                                                        | Полномочия с    |
| ------------ | ------------------------------------ | ---------------------------------------------------------------- | --------------- |
| Таджикистан  | Эмомали Рахмон                       | Председатель совета глав государств СНГ — Президент Таджикистана | 16 ноября 1994  |
| Азербайджан  | Ильхам Гейдар оглы Алиев             | Президент Азербайджана                                           | 31 октября 2003 |
| Армения      | Никол Воваевич Пашинян               | Премьер-министр Армении                                          | 8 мая 2018      |
| Беларусь     | Александр Григорьевич Лукашенко      | Президент Республики Беларусь                                    | 20 июля 1994    |
| Казахстан    | Касым-Жомарт Кемелевич Токаев        | Президент Казахстана                                             | 20 марта 2019   |
| Кыргызстан   | Садыр Нургожоевич Жапаров            | Президент Киргизии                                               | 28 января 2021  |
| Молдова      | Майя Григорьевна Санду               | Президент Молдавии                                               | 24 декабря 2020 |
| Россия       | Владимир Владимирович Путин          | Президент Российской Федерации                                   | 7 мая 2012      |
| Туркменистан | Сердар Гурбангулыевич Бердымухамедов | Президент Туркменистана                                          | 19 марта 2022   |
| Узбекистан   | Шавкат Миромонович Мирзиёев          | Президент Узбекистана                                            | 14 декабря 2016 |

## Заседания
- 1991
  - 8 декабря — Минск, после встречи в Вискулях[34]
  - 21 декабря — Алма-Ата. Принята Алма-Атинская декларация[35]
  - 30 декабря — Минск. Подписаны ряд документов по военным вопросам[36]
- 1992
  - 16 января — Москва. Подписаны документы о Военно-морской символике
  - 14 февраля — Минск. Подписаны соглашения о правах уволенных военнослужащих и членов их семей
  - 20 марта — Киев. Подписано соглашение о порядке разрешения споров хозяйствующих субъектов
  - 15 мая — Ташкент. Подписание соглашение о порядке пенсионного обеспечения военнослужащих и их семей и о государственном страховании военнослужащих
  - 6 июля — Москва. Подписание соглашение о статусе Экономического суда СНГ
  - 9 октября — Бишкек. Подписание соглашения о взаимном признании прав и регулировании отношений собственности . Подписано соглашение о создании Межгосударственной Телерадиокомпании МИР
- 1993
  - 22 января — Минск. Подписана Конвенция о правовой помощи и правовых отношениях по гражданским, семейным и уголовным делам. Учрежден Межгосударственный банк
  - 16 апреля — Минск. Принято Протокольное решение о дальнейшем укреплении Содружества Независимых Государств
  - 14 мая — Москва.
  - 24 сентября — Москва. Подписан Договор о создании Экономического союза. Принято решение о вступлении Азербайджана в СНГ. Решение о реорганизации ГК ОВС СНГ.
  - 24 декабря — Ашхабад. Принято Решение о юбилейной медали «50 Лет Победы»
- 1994
  - 15 апреля — Москва.
  - 21 октября — Москва. Подписана Конвенция об обеспечении прав лиц, принадлежащих к национальным меньшинствам
- 1995
  - 10 февраля — Алма-Ата.
  - 26 мая — Минск. Подписана Конвенция СНГ о правах и основных свободах человека
- 1996
  - 19 января — Москва. Утверждена Эмблема Содружества Независимых Государств
  - 17 мая — Москва.
- 1997
  - 28 марта — Москва.
  - 23 октября — Кишинёв.
- 1998
  - 29 апреля — Москва.
- 1999
  - 2 апреля — Москва.
- 2000
  - 25 января — Москва.
  - 21 июня — Москва. Образован Антитеррористический центр СНГ
  - 1 декабря — Минск.
- 2001
  - 1 июня — Минск.
  - 30 ноября — Москва.
- 2002
  - 7 октября — Кишинёв. Подписана Конвенция о стандартах демократических выборов, избирательных прав и свобод
- 2003
  - 19 сентября — Ялта.
- 2004
  - 16 сентября — Астана.
- 2005
  - 26 августа — Казань.
- 2006
  - 28 ноября — Минск.
- 2007
  - 5 октября — Душанбе. Исполнительным секретарём СНГ избран Лебедев, Сергей Николаевич
- 2008
  - 10 октября — Бишкек[37]
- 2009
  - 9 октября — Кишинёв.
- 2010
  - 10 октября — Москва.
  - 10 декабря — Москва[38]
- 2011
  - 3 сентября — Душанбе.
  - 20 декабря (неформальное) — Москва[39]
- 2012
  - 15 мая (неформальное) — Москва[40]
  - 5 декабря — Ашхабад. Создан совет руководителей подразделений финансовой разведки государств — участников СНГ, подписаны соглашения по сотрудничеству в области подготовки антитеррористических сил[41]
- 2013
  - 25 октября — Минск[42]
- 2014
  - 10 октября — Минск[43]
- 2015
  - 16 октября — Бурабай[44]
- 2016
  - 16 сентября — Госрезиденция Ала-Арча[45]
- 2017
  - 11 октября — Сочи[46]

- 2018
  - 28 сентября — Душанбе[47]

- 2019
  - 11 октября — Ашхабад[48]

- 2020
  - 18 декабря — видеоформат[49]

- 2021
  - 15 октября — видеоформат[50]

- 2022
  - 14 октября — Астана[51]

- 2023
  - 13 октября — Бишкек[52]

- 2024
  - 8 октября — Москва[53]

- 2025
  - 10 октября — Душанбе[54]

Также проходят неформальные встречи глав государств.
Во время заседаний участники принимают различные заявления, а также выражают особые мнения.